# 모로오카 슈
모로오카 슈(일본어: 師岡 柊生, 2000년 12월 9일~)는 일본의 축구 선수이다.

## 구단 경력
그는 2023년 J1리그의 가시마 앤틀러스에 입단했다.